# Кръгов мускул на окото
Кръговият мускул на окото (Musculus orbicularis oculi) е мускул, чиято функция е да затваря очната цепка. Разположен е около очната цепка на главата, започвайки от вътрешната страна на окото нагоре и около горната част на окото, в близост до челната кост, продължавайки около външната страна на окото и под окото, обратно към вътрешната му страна.